# Stichodactylidae
Stichodactylidae é uma família de cnidários antozoários da infraordem Thenaria, subordem Nyantheae (Actiniaria).

## Géneros
- Heteractis Milne Edwards, 1857
- Stichodactyla Brandt, 1835